# War and Peace (telessérie)
War and Peace (no Brasil e em Portugal, Guerra e Paz) é uma série de televisão de drama britânica exibido pela BBC One desde 3 de janeiro de 2016. A série é dividida em seis partes e baseia-se na obra homônima de Liev Tolstói, a qual tem como fundo a invasão napoleônica de 1812 na Rússia. A série foi escrita por Andrew Davies e dirigida por Tom Harper. Paul Dano, Lily James e James Norton interpretam as personagens principais.
Foi transmitida em Portugal em janeiro de 2016, através da RTP1, e no Brasil em março de 2018, pela Rede Globo.Em abril de 2018,foi adquirido pela TV Brasil

## Elenco
- Paul Dano - Pierre Bezukhov[6]
- Lily James - Natasha Rostova
- James Norton - Andrei Bolkonsky
- Jessie Buckley - Marya Bolkonskaya
- Aisling Loftus - Sonya Rostova
- Jack Lowden - Nikolai Rostov
- Tom Burke - Fedya Dolokhov
- Tuppence Middleton - Helene Kuragina
- Callum Turner - Anatole Kuragin
- Adrian Edmondson - Count Ilya Rostov
- Rebecca Front - Anna Mikhailovna Drubetskaya
- Greta Scacchi - Natalya Rostova
- Aneurin Barnard - Boris Drubetskoy
- Mathieu Kassovitz - Napoleão Bonaparte
- Stephen Rea - Vassily Kuragin
- Brian Cox - Mikhail Kutuzov
- Kenneth Cranham - Tio Mikhail
- Ken Stott - Osip Alexeevich Bazdeev
- Gillian Anderson - Anna Pavlovna Scherer
- Jim Broadbent - Nikolai Bolkonsky